# Ialiso
En la mitología griega Ialiso era un rey de la isla de Rodas, primogénito de Cércafo y Cídipe.
Cuando murió Cércafo le sucedieron sus hijos Ialiso, Camiro y Lindo, que dividieron el reino en tres partes y fundaron sus respectivas capitales, a las que dieron sus nombres. Así, Ialiso sería el fundador de la ciudad de Ialisos, cuyas ruinas aún se conservan y que es mencionada por Homero por acudir sus habitantes al sitio de Troya. En Ialisos vivieron también los terribles telquines, que recibieron por ello el epíteto de ialisios.
Ialiso, caracterizado por su inteligencia y su mente despierta, es el personaje principal de una obra de Protógenes. Tan admirada fue esta pintura en su época (destacaba la devoción hacia ella de Apeles) que salvó, según Plinio, a los rodios de morir a manos de Demetrio.